# Virna Lisi

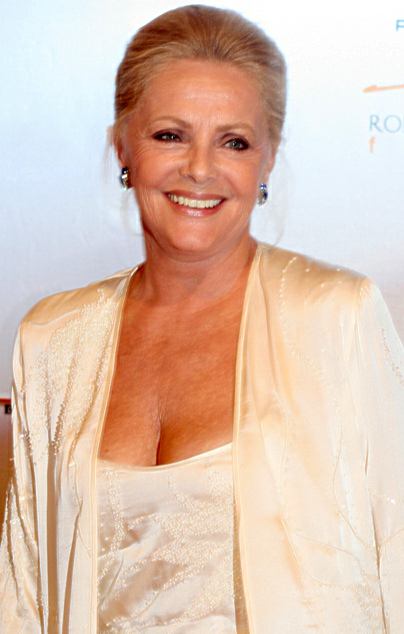
Virna Lisi in 2011

Virna Lisi (Ancona, 8 november 1936 – Rome, 18 december 2014) was een Italiaanse film-, televisie- en toneelactrice. 

## Biografie
Ze werd geboren als Virna Lisa Pieralisi in Ancona en groeide op in Jesi, waar haar vader een handel in marmeren tegels had. In de jaren 1950 verhuisde haar familie naar Rome. Daar werd ze ontdekt en kreeg een rolletje in de film E Napoli Canta (1953). Dat was het begin van haar carrière; in de volgende jaren speelde ze in meer dan tien Italiaanse films. Haar eerste hoofdrol was in La Donna del Giorno (1957) van de linkse regisseur Francesco Maselli. In het historisch drama Caterina Sforza, la Castellana Indomable (1959), waarin zij de titelrol speelde, had haar zuster Esperia Pieralisi een kleine bijrol.
Lisa huwde in 1960 met de architect Franco Pesci. Ze kregen een zoon, Corrado. Franco stierf in 2013.
Ze speelde ook in een aantal Franse films, waaronder Les Bonnes Causes (1963) van Christian-Jaque en La Tulipe noire (1964) aan de zijde van Alain Delon. Kort daarna kreeg ze de eerste aanbiedingen vanuit Hollywood. Ze speelde met Jack Lemmon in How to Murder Your Wife (1965), Frank Sinatra in Assault on a Queen (1966) en Tony Curtis in Not With My Wife, You Don't! (1966). Hollywood zag in haar een "nieuwe Marilyn", maar zijzelf wilde niet het type van de blonde verleidster blijven spelen. Ze keerde terug naar Italië, waar ze de rol kreeg aangeboden van Barbarella, maar ze wees die af. Jane Fonda zou de rol aannemen.
In 1968 speelde ze met George Segal in de romantische komedie Il Suo Modo di Fare van Franco Brusati; in 1969 in Stanley Kramers The Secret of Santa Vittoria aan de zijde van Anthony Quinn en Anna Magnani;  in 1971 met David Niven in de Britse film The Statue. 
In de controversiële film over Friedrich Nietzsches liefdesleven van Liliana Cavani, Al di là del Bene e del Male (1977), speelde ze de rol van Nietzsche's neurotische zuster.
In La Reine Margot van Patrice Chéreau (1994) speelde ze de rol van Catharina de' Medici. Daarvoor werd ze bekroond als beste actrice op het filmfestival van Cannes. Ze won er tevens een César voor.
Na haar succes in La Reine Margot speelde ze in enkele films van Cristina Comencini, de dochter van Luigi Comencini: Vai Dove Ti Porta il Cuore (1996), Il Più Bel Giorno della Mia Vita (2002) en Latin Lover, gepland voor release in 2015; dit zou haar laatste filmrol zijn. In haar latere jaren speelde ze vooral in televisieproducties.
Op 18 december 2014 stierf Lisi aan de gevolgen van kanker.

## Onderscheidingen
- Filmfestival van Cannes 1994: beste actrice voor La Reine Margot
- Premio David di Donatello:
  - 1980: beste vrouwelijke hoofdrol voor La Cicala
  - 1983: beste vrouwelijke bijrol (ex aequo) voor Sapore di Mare
  - 1996 en 2009: David speciale voor haar carrière
- Nastro d'argento:
  - 1978: beste vrouwelijke bijrol in Al di là del Bene e del Male
  - 1983: beste vrouwelijke hoofdrol in Sapore di mare
  - 1990: beste vrouwelijke hoofdrol in  Buon Natale... Buon anno
  - 1994: beste vrouwelijke bijrol in La Reine Margot
  - 1997: beste vrouwelijke hoofdrol (ex-aequo) voor  Va' dove ti porta il cuore
- César 1995 voor beste vrouwelijke bijrol in La Reine Margot

## Filmografie (selectie)
- 1953: ...e Napoli canta! van Armando Grottini
- 1955: Les hussards van Alex Joffé
- 1957: La donna del giorno van Francesco Maselli
- 1959 : Il padrone delle ferriere van Anton Giulio Majano
- 1961: Romolo e Remo van Sergio Corbucci
- 1962: Les Bonnes Causes van Christian-Jaque
- 1962: Eva van Joseph Losey
- 1964: La Tulipe noire van Christian-Jaque
- 1965: Signore e signori van Pietro Germi
- 1965: How to Murder Your Wife van Richard Quine
- 1965: Made in Italy van Nanni Loy
- 1966: Not with My Wife, You Don't! van Norman Panama
- 1967: La Vingt-cinquième heure van Henri Verneuil
- 1967: La ragazza e il generale van Pasquale Festa Campanile
- 1968: Le Dolci signore van Luigi Zampa
- 1968: Tenderly van Franco Brusati
- 1969: If It's Tuesday, This Must Be Belgium van Mel Stuart
- 1969: L'Arbre de Noël van Terence Young
- 1969: The Secret of Santa Vittoria van Stanley Kramer
- 1970: Un beau monstre van Sergio Gobbi
- 1971: The Statue van Rodney Amateau
- 1972: Les galets d'Etretat van Sergio Gobbi
- 1972: Bluebeard van Edward Dmytryk en Luciano Sacripanti
- 1973: Le Serpent van Henri Verneuil
- 1976: Al di là del bene e del male van Liliana Cavani
- 1980: La Cicala van Alberto Lattuada
- 1983: Sapore di mare van Carlo Vanzina
- 1984: ...e la vita continua van Dino Risi (televisie-miniserie)
- 1989: Buon Natale... buon anno van Luigi Comencini
- 1994: La Reine Margot van Patrice Chéreau
- 1996: Va' dove ti porta il cuore van Cristina Comencini
- 2002: Il più bel giorno della mia vita van Cristina Comencini
- 2014/2015: Latin Lover van Cristina Comencini